# Physalis waterfallii
Physalis waterfallii är en potatisväxtart som beskrevs av O. Vargas Ponce, M. Martinez Diaz och P.A. Davila Aranda. Physalis waterfallii ingår i släktet lyktörter, och familjen potatisväxter. Inga underarter finns listade i Catalogue of Life.